# Rose City Antifa
Rose City Antifa es un grupo antifascista fundado en 2007 en la ciudad de Portland, Oregón. Es considerado el grupo antifa aun más antiguo de los Estados Unidos Mientras que el activismo antifascista en los Estados Unidos data desde la década de los 80´s La Rose City Antifa fue el primero en adoptar para adoptar el mote de "antifa". Desde el 2016, Rose City Antifa es miembro de la coalición Torch Network.

## Historia
Rose City Antifa fue formado en 2007 para coordinar la oposición a un festival de música que supuestamente fue organizado por neo-nazis, esto a las afueras de Portland asociados con el grupo supremacista Resistencia Blanca Aria
De acuerdo a uno de sus dirigentes, el grupo se concentra en "exponer" a las personas que creen que son neonazis. Según Alexander Reid Ross, el autor del libro Against the Fascist Creep, Rose City Antifa creció como escisión del grupo Acción Antirracista (ARA) que apareció en 1987. El grupo describe su nacimiento como "cuando los modelos europeos y estadounidenses se sintetizaron y se desarrolló el modelo actual de Antifa en los EE. UU.".
Entre 2007 y 2013, Rose City Antifa fue parte de otro grupo llamado Acción Antirracista. Desde 2016, Rose City Antifa ha sido parte de la Torch Network, una red más amplia de grupos antifascistas en los Estados Unidos.
RCA ha realizado campañas contra la organización supremacista Volksfront, la polémica banda Death in June, el Ku Klux Klan y el sitio web de Renacimiento americano. El grupo ha organizado marchas en oposición al grupo nacionalista Patriot Prayer en Portland. La RCA chocó con oficiales de policía y seguidores del presidente, esto después de los resultados de las elecciones del 2016. Antes de junio del 2017, el grupo publicó un escrito de declaración  diciendo que "no se disculparían" por el uso de la "militancia física". En agosto de 2020 la RCA y la organización Popular Mobilization organizaron una contra-protesta de los Proud Boys en Portland. En septiembre de 2020, RCA publicó una fotografía del fundador de Patriot Prayer Joey Gibson con Chester Doles, un Brujo Imperial, exmiembro del Ku Klux Klan. RCA argumento que el Bureau policial de Portland tolera los delitos cometidos por grupos de extrema derecha y reprime las protestas de los grupos de izquierda .
El grupo ha buscado contrarrestar el argumento de que  el activismo antifascista infringe la libertad de expresión de la población. Han argumentado que la Primera Enmienda a la Constitución de Estados Unidos "protege a los ciudadanos de interferencia estatal, no de crítica por el público (...) no tenemos un aparato estatal poderoso a nuestra disposición (...) por lo tanto los conceptos de 'censura' y 'derechos de libre discurso' no son aplicables de ninguna manera razonable. "RCA también argumenta que el antifascismo no tiene como objetivo el discurso de la extrema derecha, sino su organización política..